# Lijst van personen overleden in augustus 2024
Dit is een lijst van bekende personen die zijn overleden in augustus 2024.

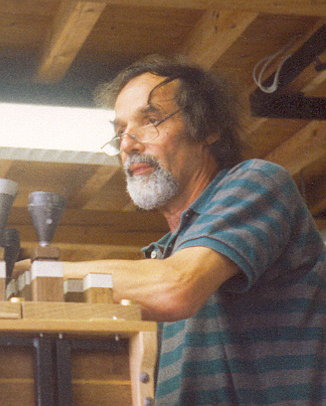
Jürgen Ahrend
1 augustus

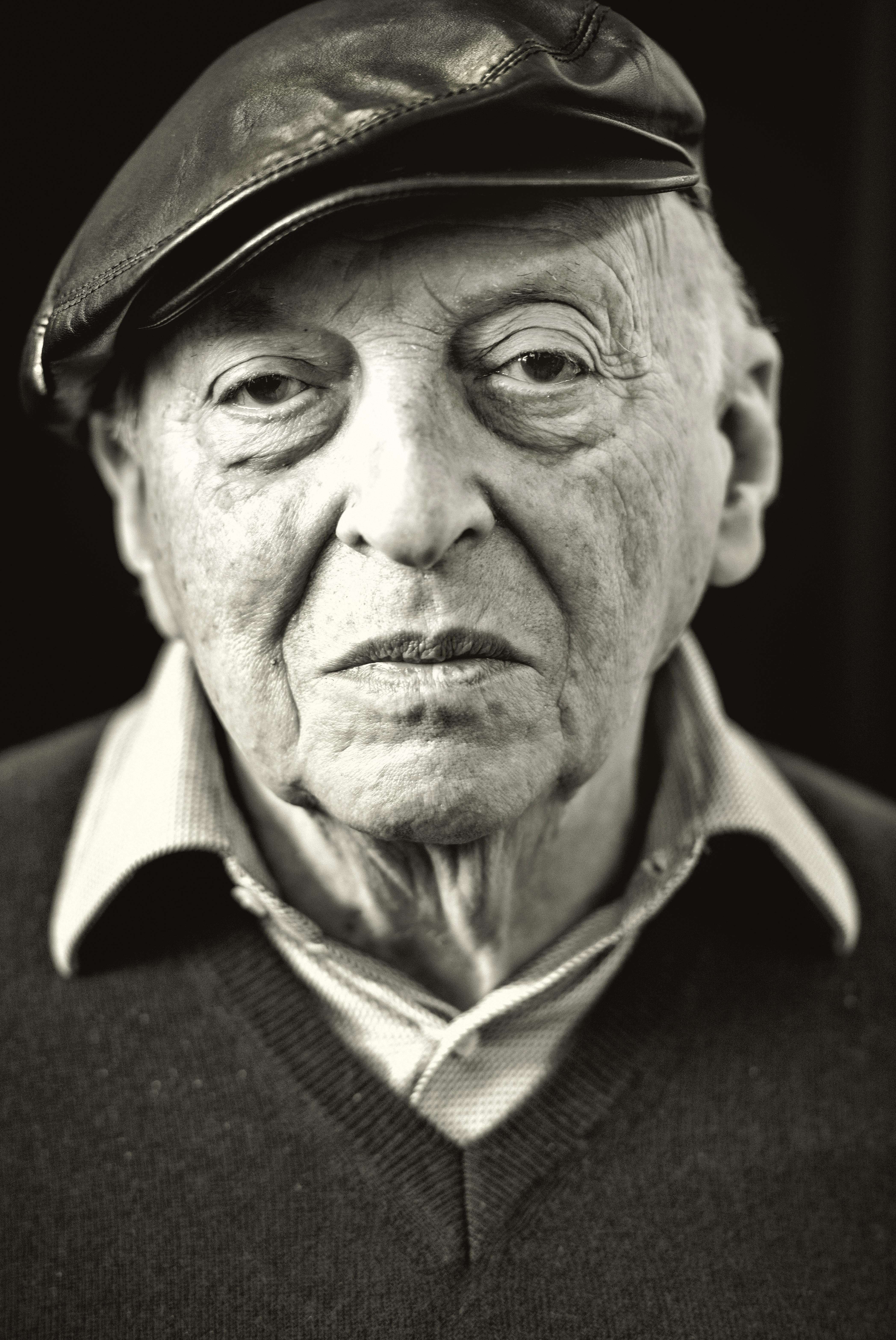
Octave Landuyt
5 augustus

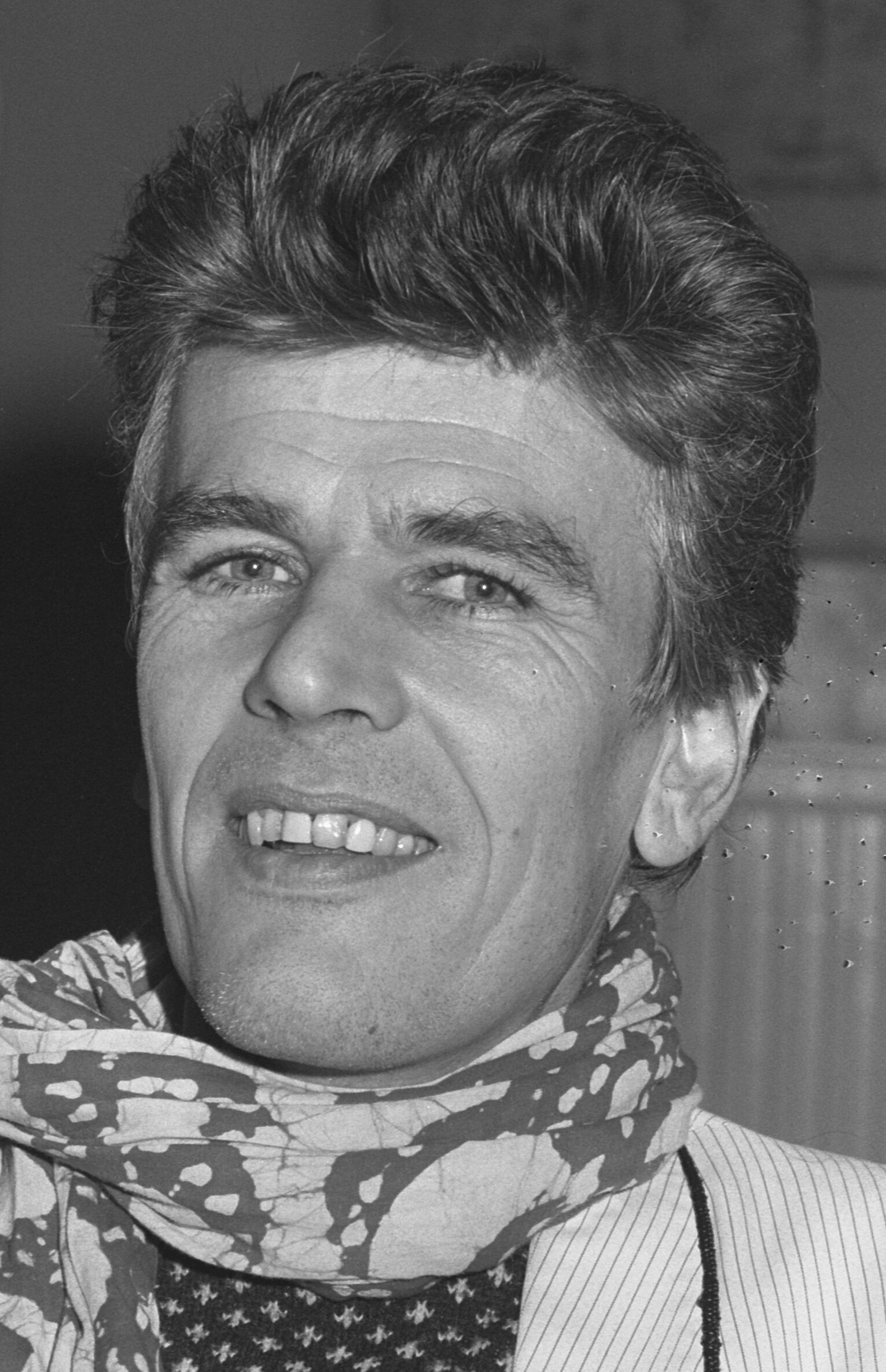
Hans Plomp
6 augustus

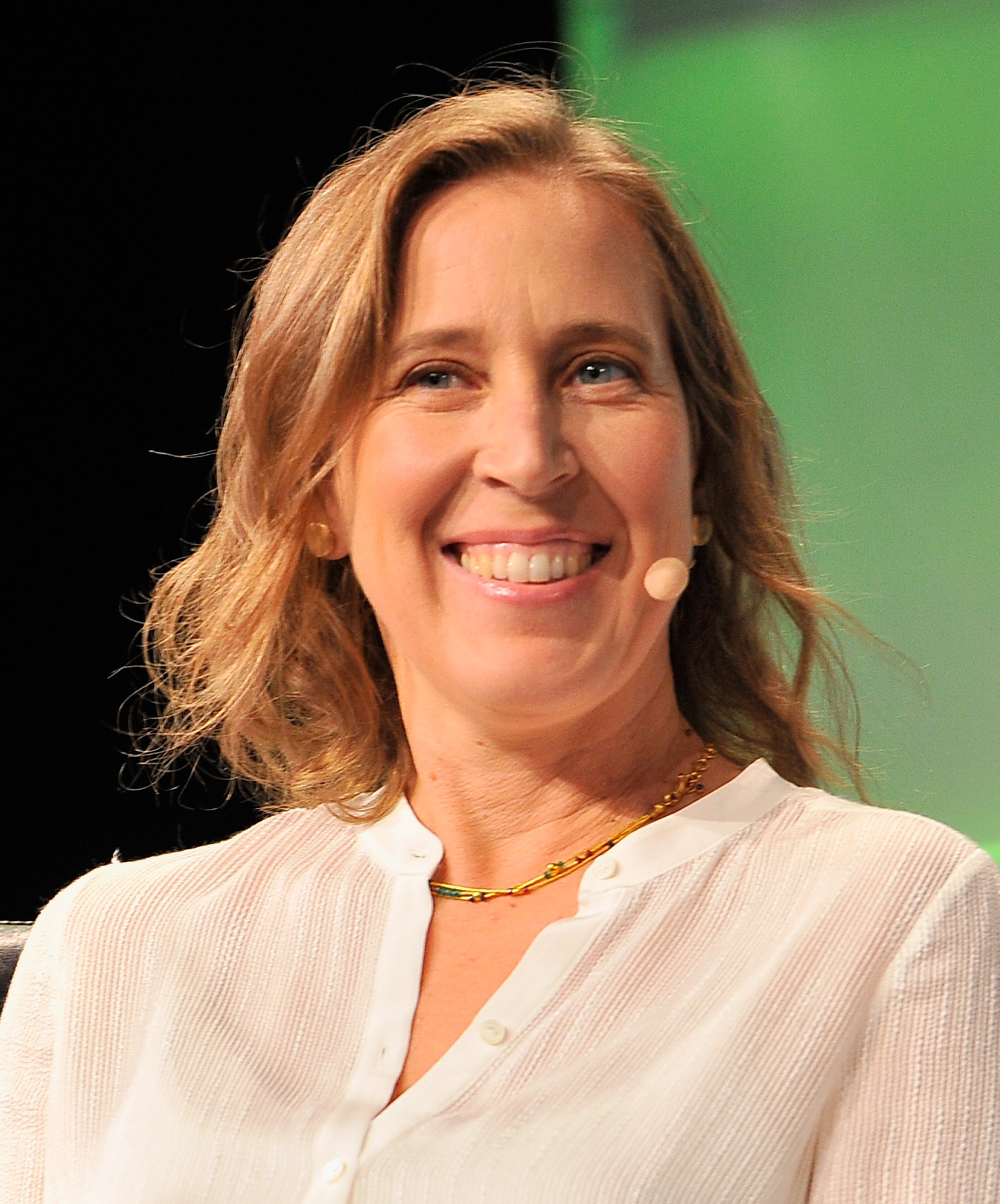
Susan Wojcicki
9 augustus

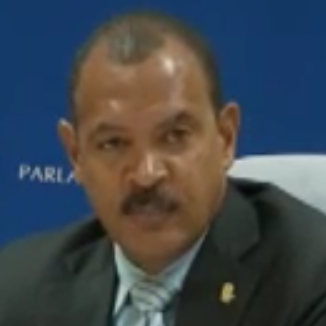
Marcolino Franco
14 augustus

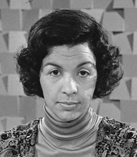
Eugènie Herlaar
14 augustus

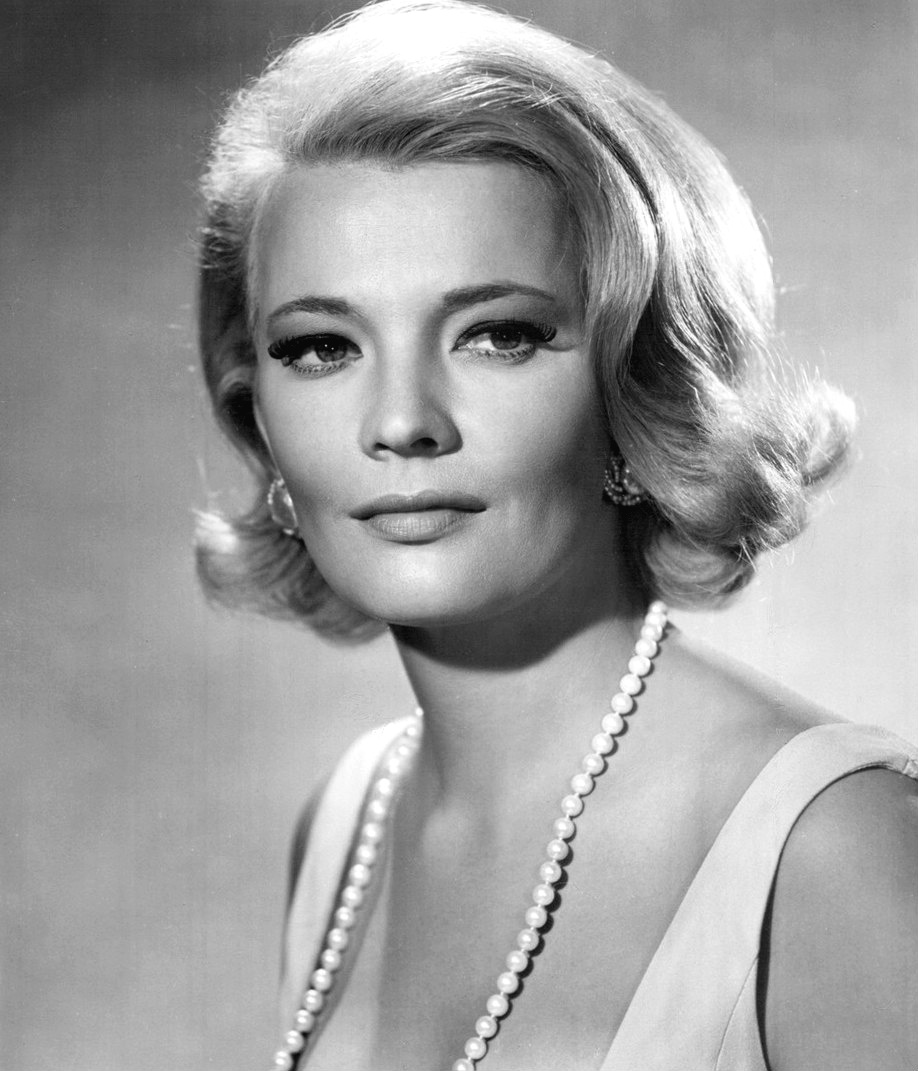
Gena Rowlands
14 augustus

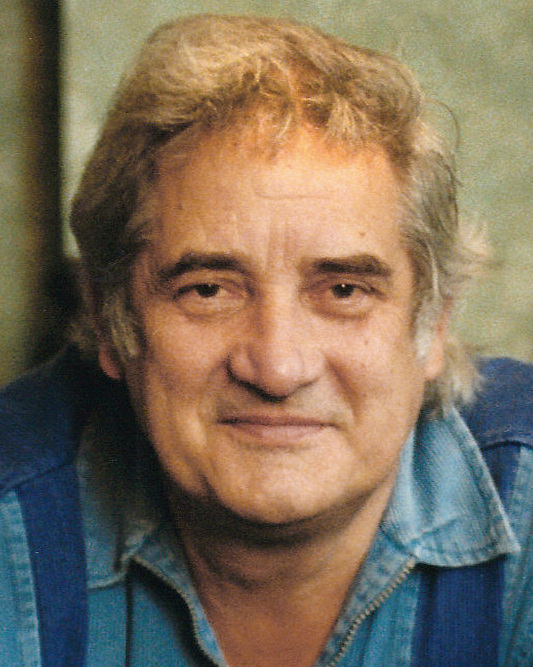
Paul Koeck
15 augustus

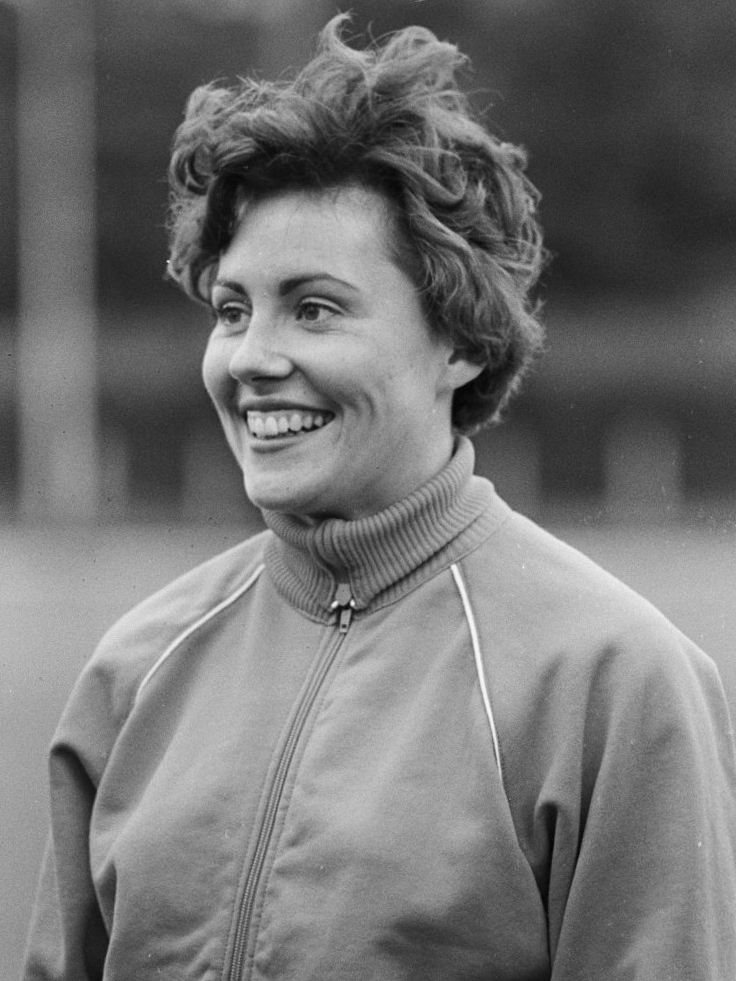
Truus Hennipman
17 augustus

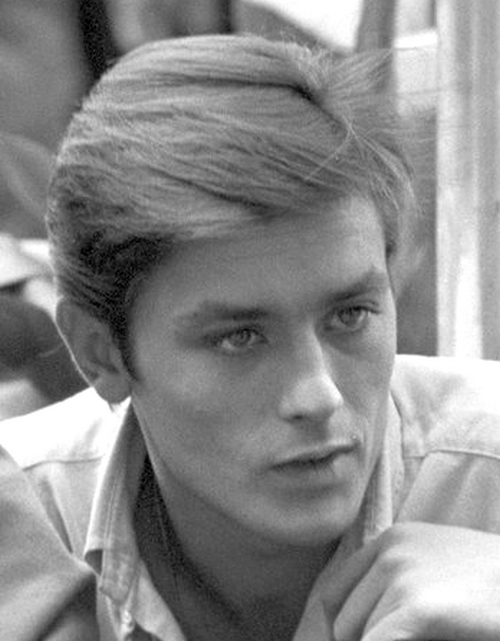
Alain Delon
18 augustus

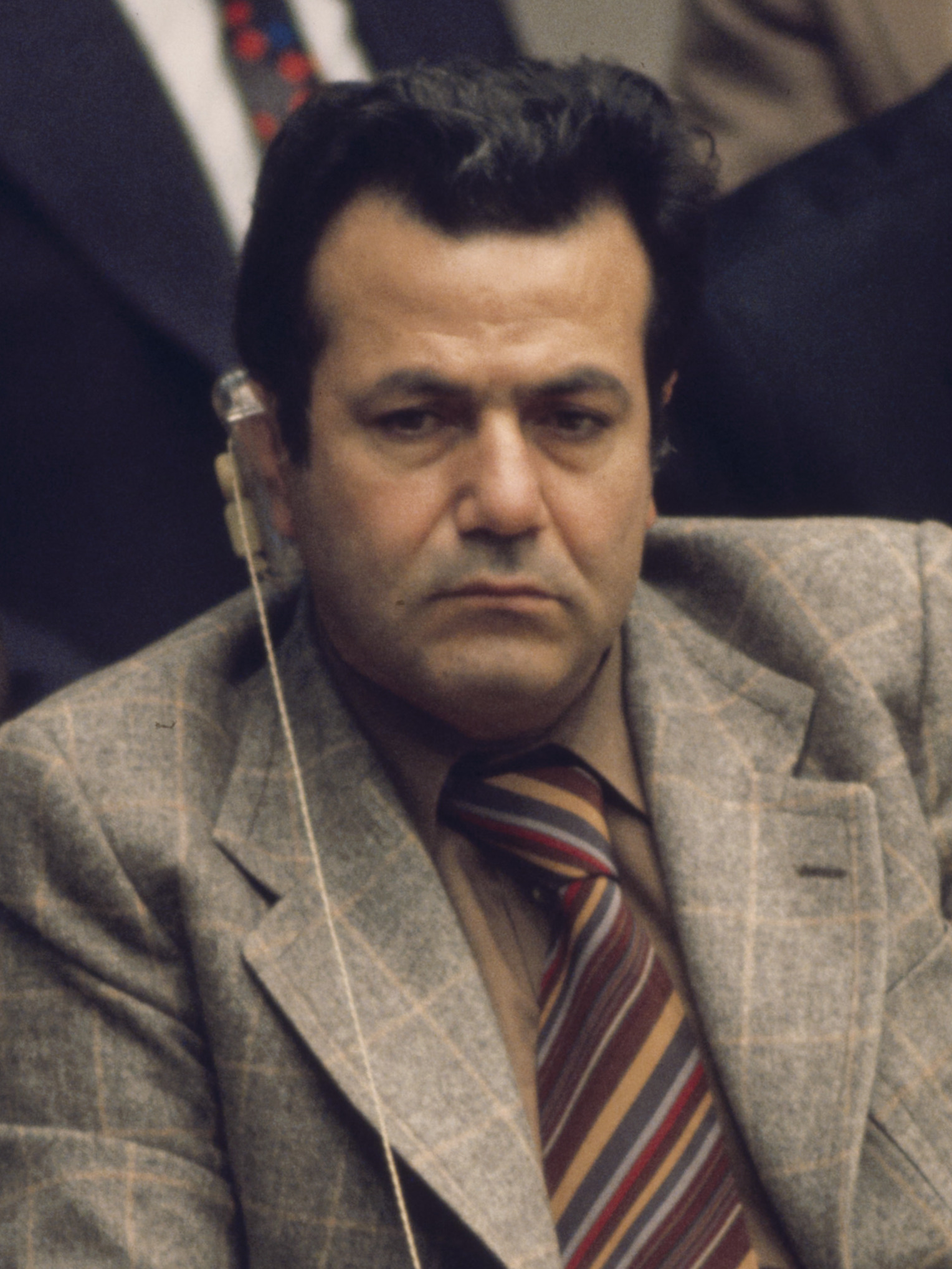
Farouk Kaddoumi
22 augustus

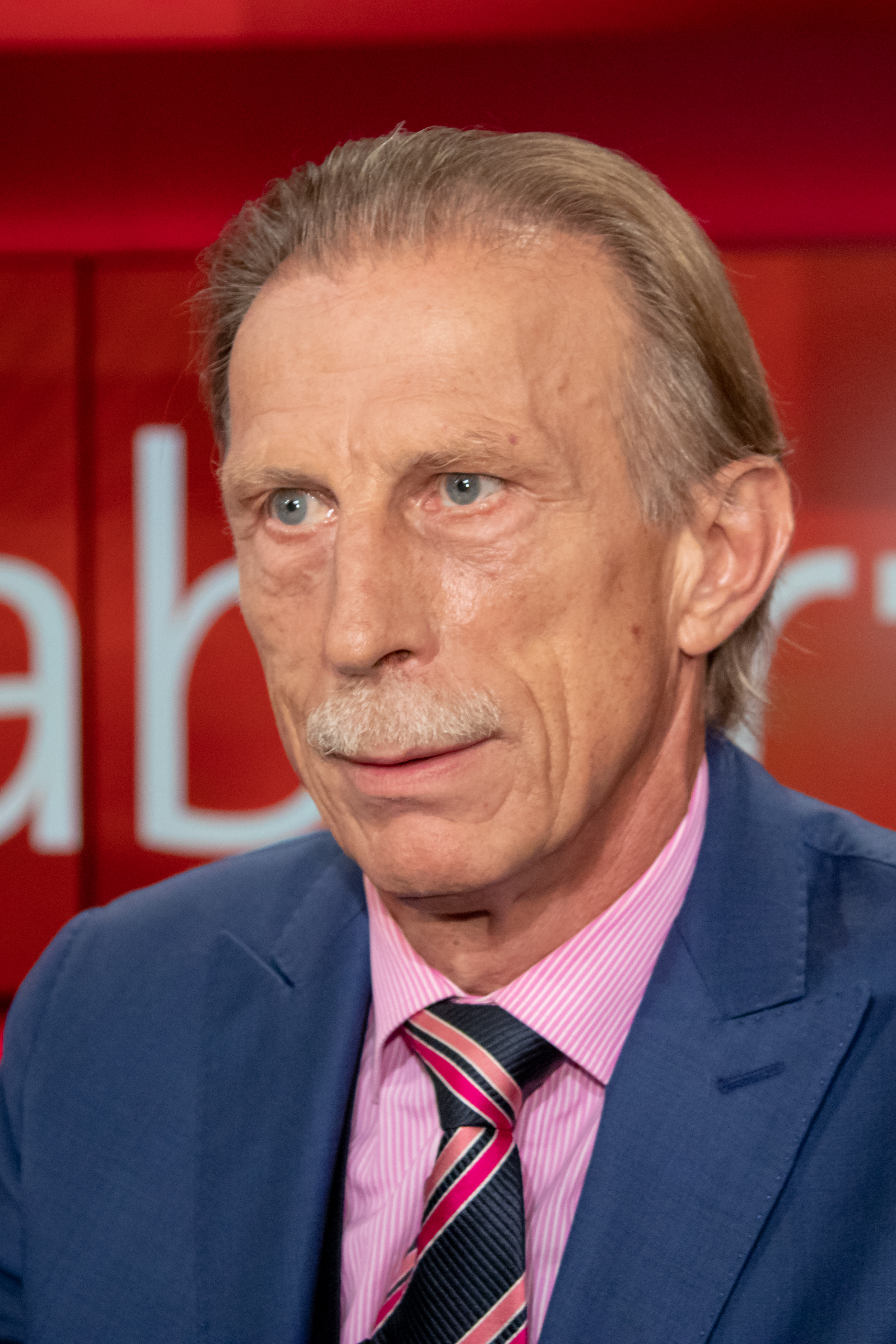
Christoph Daum
24 augustus

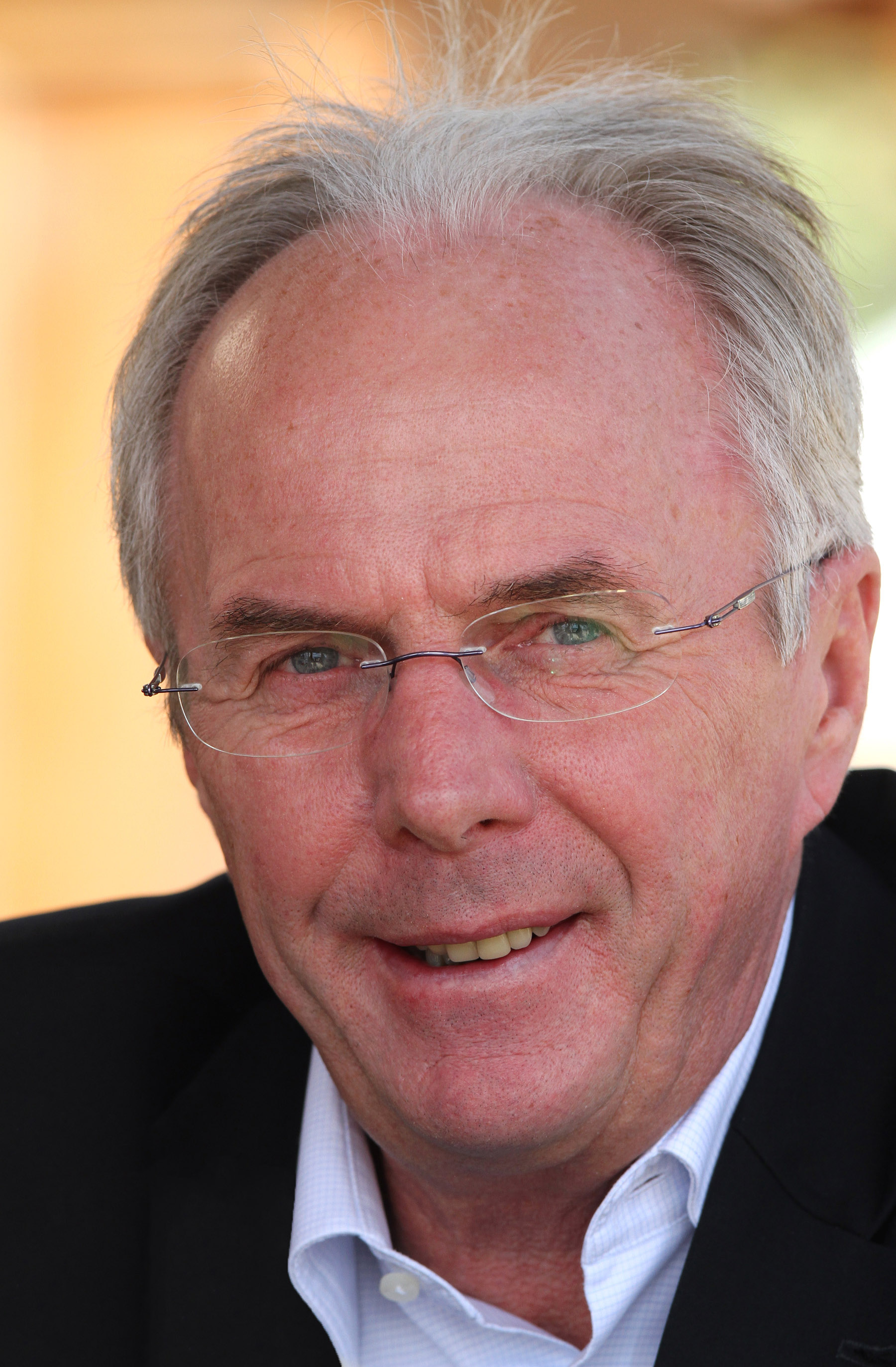
Sven-Göran Eriksson
26 augustus

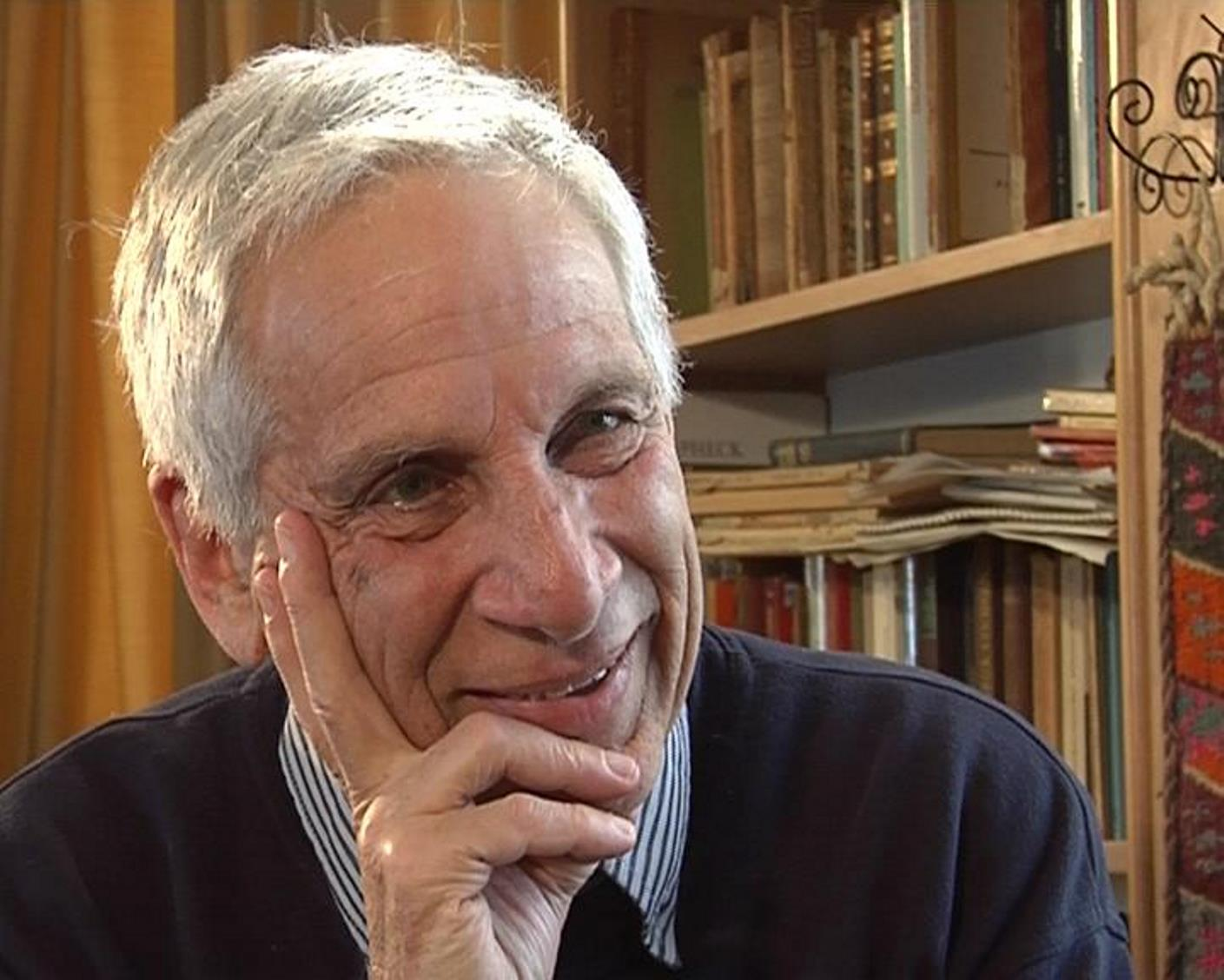
Alexander Goehr
26 augustus

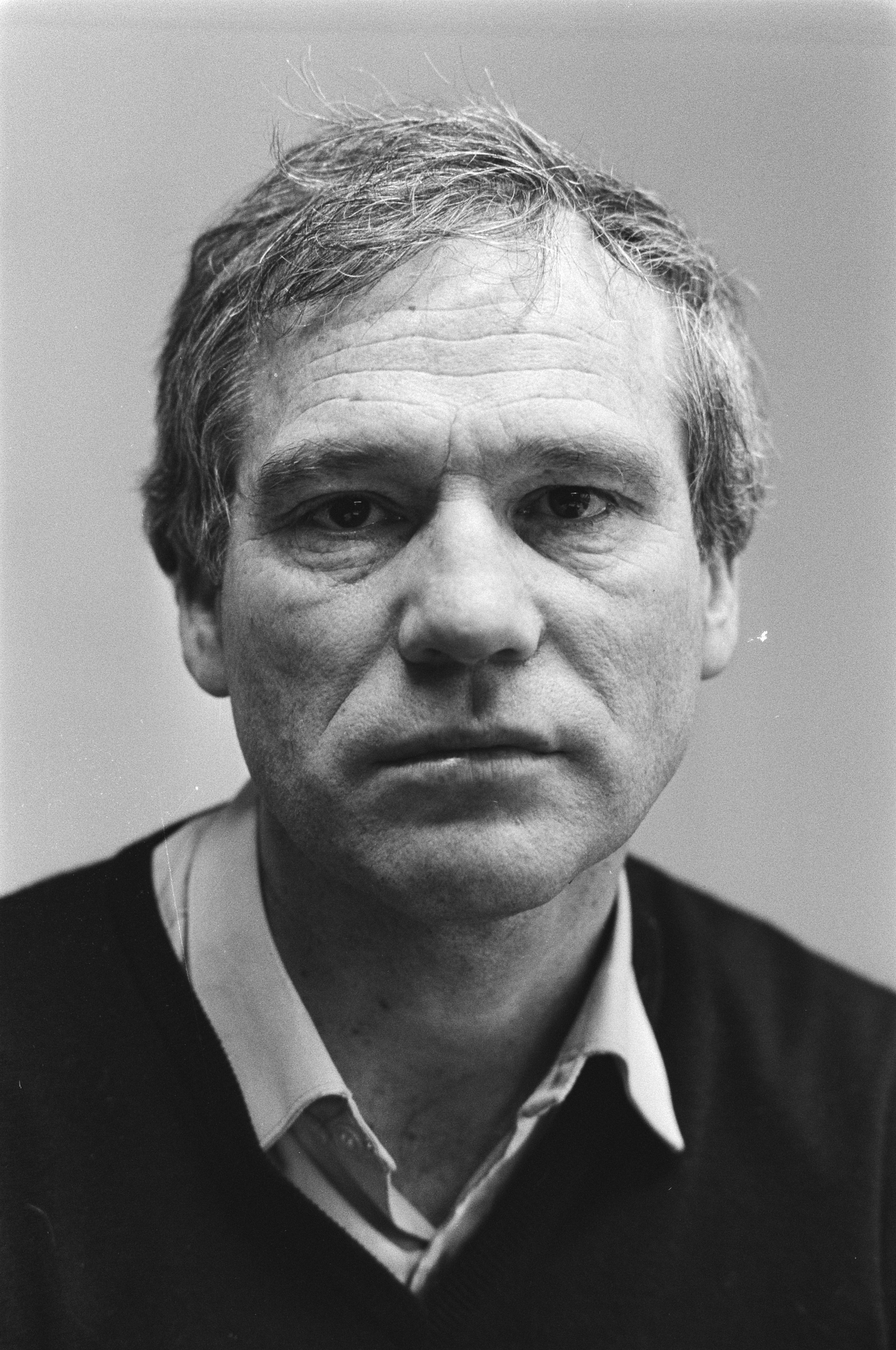
Bart Schmidt
29 augustus

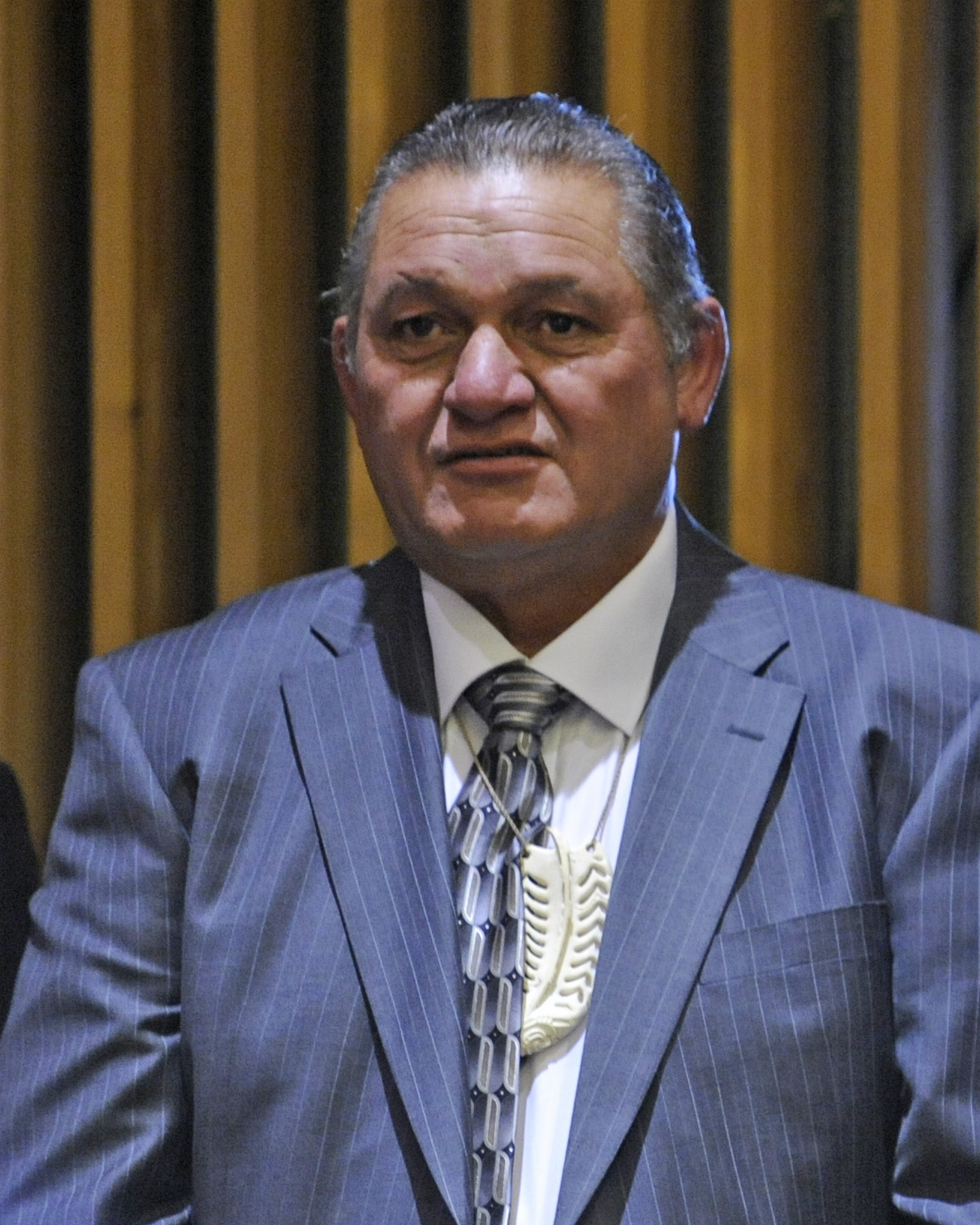
Tuheitia Paki
30 augustus

| 1 | 2 | 3 | 4 | 5 | 6 | 7 | 8 | 9 | 10 | 11 | 12 | 13 | 14 | 15 | 16 | 17 | 18 | 19 | 20 | 21 | 22 | 23 | 24 | 25 | 26 | 27 | 28 | 29 | 30 | 31 |
| - | - | - | - | - | - | - | - | - | -- | -- | -- | -- | -- | -- | -- | -- | -- | -- | -- | -- | -- | -- | -- | -- | -- | -- | -- | -- | -- | -- |

### 1 augustus
- Jürgen Ahrend	(94), Duits orgelbouwer[1]
- Peter Kraus (83), Duits hockeyspeler[2]
- Hinke Luiten (69), Nederlands kunstenares[3]
- Craig Shakespeare (60), Engels voetballer en voetbaltrainer[4]
- Daniel Wansi (42), Kameroens voetballer[5]

### 2 augustus
- John Clegg (90), Brits acteur[6]
- Ramon de Nennie (66), Nederlands kunstenaar[7]

### 3 augustus
- Antônio Meneses (66), Braziliaans cellist[8]
- Mustapha Moussa (62), Algerijns bokser[9]
- Boudewijn Neuteboom (83), Nederlands (mode)fotograaf[10]
- Wim Roma (Wim Straver) (94), Nederlands zanger, tekstschrijver en componist[11][12]

### 4 augustus
- Tsung-Dao Lee (97), Chinees-Amerikaans natuurkundige en Nobelprijswinnaar[13]
- Lily Monteverde (85), Filipijns filmproducent en zakenvrouw[14]

### 5 augustus
- Rik Fernhout (65), Nederlands kunstenaar en auteur[15]
- Vjatsjeslav Ivanov (86), Sovjet-Russisch roeier[16]
- Octave Landuyt (101), Belgisch kunstschilder en beeldhouwer[17]
- Adílio de Oliveira Gonçalves (68), Braziliaans voetballer[18]
- Joeri Skobov (75), Russisch langlaufer[19]
- Harry Wiessenhaan (75), Nederlands specialeffectsmaker[20]
- Patti Yasutake (70), Japans-Amerikaans actrice[21]

### 6 augustus
- Connie Chiume (72), Zuid-Afrikaans actrice en filmmaker[22]
- Elly Mes (93), Nederlands kunstenares[23]
- Hans Plomp (80), Nederlands schrijver, dichter en kraker[24]
- Maurice Williams (86), Amerikaans zanger[25]
- Carl Philipp zu Salm-Salm (91), Duits rentmeester[26]

### 7 augustus
- Jon McBride (80), Amerikaans ruimtevaarder[27]

### 8 augustus
- Lodewijk Imkamp (74), Nederlands politicus[28]
- Hans Jonk (76), Nederlands voetballer[29]
- Tomasz Lisowicz (47), Pools wielrenner[30]
- Chi-Chi Rodríguez (88), Puerto Ricaans golfer[31]
- Jaap Staal (91), Nederlands schaker[32]

### 9 augustus
- Kasper König (80), Duits museumdirecteur en tentoonstellingsmaker[33]
- Susan Wojcicki (56), Amerikaans zakenvrouw[34]

### 10 augustus
- Joris van den Berg (92), Nederlands journalist en hoofdredacteur[35]
- Peter Downsbrough (83), Amerikaans-Belgisch kunstenaar en architect[36]
- Rachael Lillis (55), Amerikaans stemactrice en scenarioschrijfster[37]
- Peggy Moffitt (86), Amerikaans model en actrice[38]
- Galina Zybina (93), Russisch atlete[39]

### 11 augustus
- Steve Davislim (57), Australisch tenor[40]
- Ángel Salazar (68), Cubaans-Amerikaans acteur en comedian[41]
- Noël Treanor (73), Iers aartsbisschop en diplomaat[42]

### 12 augustus
- Ramiro Blacutt (80), Boliviaans voetballer[43]
- Cédric Daury (54), Frans voetballer en voetbaltrainer[44]
- Fritz Schmidt (81), Duits hockeyspeler[45]

### 13 augustus
- Greg Kihn (75), Amerikaans zanger[46]
- Frank Selvy (91), Amerikaans basketballer[47]
- Irina Podjalovskaja (64), Sovjet-Russisch atlete[48]
- Paul Stehrenberger (85), Zwitsers voetballer en voetbalcoach[49]

### 14 augustus
- Marcolino Franco (64), Curaçaos politicus[50]
- Eugènie Herlaar (84), Nederlands nieuwslezeres[51]
- Gena Rowlands (94), Amerikaans actrice[52]

### 15 augustus
- Kees d'Angremond (84), Nederlands waterbouwkundige[53]
- Joe Chambers (81), Amerikaans soulzanger[54]
- Ivair Ferreira (79), Braziliaans voetballer[55]
- Paul Koeck (83), Belgisch schrijver-scenarist[56]
- Cees Verspuij (86), Nederlands burgemeester[57]

### 16 augustus
- Afa Anoa'i (80), Samoaans professioneel worstelaar[58]
- Scott Thorson (65), Amerikaans gigolo en schrijver[59]
- Judy Williams (80), Brit-Nederlands tafeltennisster[60]
- Cees van Zijtveld (81), Nederlands diskjockey[61]

### 17 augustus
- Hans Eijkenbroek (84), Nederlands voetballer en voetbaltrainer[62]
- Truus Hennipman (81), Nederlands atlete[63]
- Silvio Santos (93), Braziliaans zakenman, mediamagnaat en televisiepresentator[64]
- Ignace Van Belle (91), Belgisch politicus[65]

### 18 augustus
- Diletta D’Andrea (82), Italiaans actrice[66]
- Alain Delon (88), Frans acteur[67]
- Phil Donahue (88), Amerikaans televisiepresentator[68]
- Bernard Van Eeghem (71), Belgisch beeldend kunstenaar en schrijver[69]
- Franciszek Smuda (76), Pools voetbaltrainer[70]

### 19 augustus
- Maria Branyas Morera (117), Amerikaans-Spaans supereeuwelinge en oudste erkende levende mens[71]
- Michel Guérard (91), Frans chef-kok[72]

### 20 augustus
- Benoîte Crevoisier (86), Zwitsers schrijfster[73]
- Yvonne Delcour (Yvonne Verschueren) (92), Belgisch actrice[74]
- Humberto Maschio (91), Italiaans-Argentijns voetballer en voetbaltrainer[75]

### 21 augustus
- John Amos (84), Amerikaans acteur en Americanfootballspeler[76]
- Imbert Jebbink (77), Nederlands hockeyer en advocaat[77]
- Hans Weiner (73), Duits voetballer[78]

### 22 augustus
- Farouk Kaddoumi (93), Palestijns politicus[79]
- Peter Lundgren (59), Zweeds tennisser en tenniscoach[80]
- Grenville Turner (87), Brits geochemicus[81]

### 23 augustus
- Nathan Dahlberg (59), Nieuw-Zeelands wielrenner en ploegleider[82]
- Russell Malone (60), Amerikaans jazzgitarist[83]
- Catherine Ribeiro (82), Frans zangeres[84]

### 24 augustus
- Christoph Daum (70), Duits voetbaltrainer[85]
- George Rhoden (97), Jamaicaans atleet[86]

### 25 augustus
- Selim Ahmed al-Hoss (94), Libanees politicus[87]
- Julián Ortega (41), Spaans acteur[88]

### 26 augustus
- Dominique Bulamatari (69), Congolees bisschop[89]
- Nabil Elaraby (89), Egyptisch politicus[90]
- Sven-Göran Eriksson (76), Zweeds voetbaltrainer[91]
- Sid Eudy (63), Amerikaans professioneel worstelaar[92]
- Alexander Goehr (92), Brits componist en muziekpedagoog[93]
- Nojim Maiyegun (83), Nigeriaans bokser[94]

### 27 augustus
- Friedrich Hechelmann (76), Duits kunstenaar, auteur en filmmaker[95]
- Juan Izquierdo (27), Uruguayaans voetballer[96]
- Lisette Lewin (85), Nederlands schrijfster en journaliste[97]

### 28 augustus
- Iryna Glibko (34), Oekraïens handbalster[98]

### 29 augustus
- Adolfo Calisto (80), Portugees voetballer[99]
- Toine Hermsen (70), Nederlands chef-kok en restauranteigenaar[100]
- Mihaela Peneș (77), Roemeens atlete[101]
- Bart Schmidt (94), Nederlands journalist[102]
- Egbert Torenbeek (85), Nederlands hoogleraar vliegtuigontwerp[103]

### 30 augustus
- Fatman Scoop (Isaac Freeman III) (53), Amerikaans hiphopartiest[104]
- Tuheitia Paki (69), Nieuw-Zeelands Māorikoning[105]
- Robertas Žulpa (65), Litouws zwemmer[106]

### 31 augustus
- Souleymane Bamba (39), Ivoriaans voetballer en voetbaltrainer[107]
- Edwin Broeders (57), Nederlands drummer[108]
- Huub Kortekaas (89), Nederlands kunstenaar[109]
- Arnold Oberschelp (92), Duits wiskundige[110]

### Datum onbekend
- Adolf Schaller (68), Amerikaans kunstschilder en illustrator[111]

januari· februari· maart· april· mei· juni· juli· augustus· september· oktober· november· december
1900 ·
1901 ·
1902 ·
1903 ·
1904 ·
1905 ·
1906 ·
1907 ·
1908 ·
1909 ·
1910 ·
1911 ·
1912 ·
1913 ·
1914 ·
1915 ·
1916 ·
1917 ·
1918 ·
1919 ·
1920 ·
1921 ·
1922 ·
1923 ·
1924 ·
1925 ·
1926 ·
1927 ·
1928 ·
1929 ·
1930 ·
1931 ·
1932 ·
1933 ·
1934 ·
1935 ·
1936 ·
1937 ·
1938 ·
1939 ·
1940 ·
1941 ·
1942 ·
1943 ·
1944 ·
1945 ·
1946 ·
1947 ·
1948 ·
1949 ·
1950 ·
1951 ·
1952 ·
1953 ·
1954 ·
1955 ·
1956 ·
1957 ·
1958 ·
1959 ·
1960 ·
1961 ·
1962 ·
1963 ·
1964 ·
1965 ·
1966 ·
1967 ·
1968 ·
1969 ·
1970 ·
1971 ·
1972 ·
1973 ·
1974 ·
1975 ·
1976 ·
1977 ·
1978 ·
1979 ·
1980 ·
1981 ·
1982 ·
1983 ·
1984 ·
1985 ·
1986 ·
1987 ·
1988 ·
1989 ·
1990 ·
1991 ·
1992 ·
1993 ·
1994 ·
1995 ·
1996 ·
1997 ·
1998 ·
1999 ·
2000 ·
2001 ·
2002 ·
2003 ·
2004 ·
2005 ·
2006 ·
2007 ·
2008 ·
2009 ·
2010 ·
2011 ·
2012 ·
2013 ·
2014 ·
2015 ·
2016 ·
2017 ·
2018 ·
2019 ·
2020 ·
2021 ·
2022 ·
2023 ·
2024 ·
2025